# Ophiopterus cincticornis
Ophiopterus cincticornis är en stekelart som först beskrevs av Cresson 1865.  Ophiopterus cincticornis ingår i släktet Ophiopterus och familjen brokparasitsteklar. Utöver nominatformen finns också underarten O. c. flavidus.